# Alexandra Alm Nylén
Alexandra Berntsdotter Bonnier, tidigare Alm Nylén, född 16 juni 1992 i Stockholm, är en svensk röstskådespelare, som är mest känd för sin roll som Edith i Dumma mej-filmerna.

## Filmografi i urval
- 2004 – Polarexpressen (röst som Sarah)
- 2005 – På äventyr med Sharkboy och Lavagirl (röst)
- 2007 – Barbie som Öprinsessan (röst som Rita)
- 2010 – Dumma mej (röst som Edith)
- 2010 – Winx Club 3D: Magical Adventure (röst som Stella)
- 2011 – Pokémon: Black & White (TV-serie) (röst som Bianca)
- 2012 – Geek Charming (röst som Dylan Schoenfield)
- 2012 – Winx Club (TV-serie) (röst som Stella, säsong 5 avsnitt 3 och framåt)
- 2013 – Violetta (TV-serie) (TV-serie) (röst som Natalya "Natt")
- 2013 – Dumma mej 2 (röst som Edith)
- 2014 – Natt på museet: Gravkammarens hemlighet (röst)
- 2014 – PAW Patrol (TV-serie) (röst som Everest och Ace Sörensen)
- 2014 – Tingeling - Legenden om önskedjuret (röst som Robin)
- 2015 – Bella and the Bulldogs (TV-serie) (röst som Pepper)
- 2015 – Blaze och monstermaskinerna (TV-serie) (röst som Gabby och andra)
- 2015 – Shimmer och Shine (TV-serie) (röst som Shimmer)
- 2016 – The Loud House (TV-serie) (röst som Luan)
- 2016 – Robyn och rymdpatrullen (TV-serie) (röst som Robyn)
- 2017 – Max & Ruby (TV-serie) (röst som Louise i säsong 6)
- 2017 – Dumma mej 3 (röst som Edith)
- 2017 – Sunny Day (TV-serie) (röst som Sunny)
- 2017 – Mia and Me (TV-serie) (röst som Sara)
- 2018 – Top Wing (TV-serie) (röst som Timmy Sköldpadda och Tina Trädget i säsong 2)
- 2019 – Butterbeans kafé (TV-serie) (röst som Cricket)
- 2019 – Abby Hatcher (TV-serie) (röst som Abby Hatcher)
- 2019 – Tall Girl (röst som Harper Kreyman)
- 2020 – 44 katter (TV-serie) (röst som Pilou Lola och andra)
- 2023 – Monster High: Filmen (originalpremiär: 2022) (röst som Clawdeen Wolf)